# Chrysochloroma electrica
Chrysochloroma electrica är en fjärilsart som beskrevs av W. Warren 1896. Chrysochloroma electrica ingår i släktet Chrysochloroma och familjen mätare. Inga underarter finns listade i Catalogue of Life.